# Gerónimo de Aguilar
Gerónimo de Aguilar (Écija, 1489 – 1531) è stato un esploratore spagnolo e frate francescano che, assieme a La Malinche, svolse il compito di traduttore per conto di Hernán Cortés durante la spedizione di conquista del Messico.

## Biografia
Nel 1511 salpò da Panama a bordo della caravella Santa María de la Barca in direzione di Santo Domingo. La nave trasportava il procuratore locale Valdivia e 20 000 ducati. A causa del maltempo, l'imbarcazione naufragò al largo della Penisola dello Yucatán; l'equipaggio, formato da circa sedici persone, riuscì a trarsi in salvo utilizzando una piccola scialuppa di salvataggio. In balia delle correnti marine, dopo 14 giorni di stenti il gruppo riuscì a raggiungere la costa a Quintana Roo ma venne fatto prigioniero dal popolo Maya locale. Molto probabilmente erano i primi occidentali con i quali questa tribù venne in contatto e molti di loro vennero uccisi e dati in sacrificio agli dèi. Gli unici due sopravvissuti furono Aguilar e Gonzalo Guerrero, un altro marinaio proveniente da Palos de la Frontera, che riuscirono invece in qualche modo a scappare nella giungla; vennero però nuovamente fatti prigionieri da un'altra tribù maya, questa volta più ospitale. I due impararono durante gli anni la lingua ed i costumi locali, ma si integrarono in maniera completamente differente: Aguilar visse come schiavo a Tulum, mentre Guerrero sposò una donna dalla quale ebbe il primo bambino meticcio del Messico e divenne capo militare maya per conto di Nachan Can, re di Chetumal. Nel 1519 Aguilar riuscì a scappare e ad aggregarsi alla spedizione di conquista del Messico intrapresa da Hernán Cortés, il quale, essendo venuto a conoscenza di storie su due spagnoli barbuti che erano stati fatti prigionieri, volle tentare di liberarli. Guerrero invece, ormai perfettamente integrato nella sua nuova vita, decise di rimanere al suo posto.
Aguilar, essendo in grado di parlare sia la lingua maya che lo spagnolo, iniziò a svolgere il compito di traduttore in occasione di rapporti col popolo maya. La Malinche, una schiava ceduta a Cortés nel 1519 dalla popolazione di Tabasco, dal canto suo conosceva la lingua maya e quella nahuatl; in questo modo per Cortés fu possibile comunicare anche con il popolo Azteco: la Malinche traduceva dall'azteco al maya e Aguilar provvedeva a tradurre in spagnolo.
Morì nei pressi del fiume Pánuco, in località sconosciuta.